# デンマーク語の名詞
デンマーク語の名詞（デンマークごのめいし）では、デンマーク語の名詞について記述する。

## 名詞に関わる文法範疇
名詞の性は、共性と中性の2つである。イタリア語などのように語尾から名詞の性を区別することはできない。
名詞の格は共格と所有格の2つである。つまり、名詞は所有格になるときにしか変化しない。
名詞の数は他の印欧諸語と同じく単数と複数の2つである。

## 名詞の複数形
デンマーク語では、名詞によってとる複数形の形が違い、以下の4つの規則変化と不規則変化がある。
- -er型
名詞の語尾に-erをつける。
  - blomst（共性） - blomster
  - træ（中性） - træer
- -r型
-eで終わる名詞に、-rをつける。
  - pige（共性） - piger
  - menneske（中性） - mennesker
- -e型
名詞の語尾に-eをつける。
  - stol（共性） - stole
  - hus（中性） - huse
- ゼロ型
複数形になっても形が変化しない。
  - fisk（共性） - fisk
  - år（中性） - år
- 不規則変化（母音交替）
  - datter（共性） - døtre
  - barn（中性） - børn

## 限定
デンマーク語では、その名詞がその（会話などの）場面で初めて登場したものか、既に会話などの中で登場しているのかで名詞の形が変わり、それぞれの状態を未知、既知といい、未知の時の名詞の形を未知形、既知の時の名詞の形を既知形という。数の限定には、英語などと同じく不定冠詞と複数形を用いる。

## 既知形
デンマーク語には、定冠詞が存在しない。よって、名詞を限定する際は、名詞の語尾を変化させる。この名詞を変化させたものを、「名詞の既知形」ともいう。既知形は、次のように作る。
- 共性名詞単数
語尾に-enをつける。
  - en bil - bilen
- 中性名詞単数
語尾に-etをつける。
  - et hus - huset
- 複数、-r/-er/-e型
複数語尾をつけたものに-neをつける。
  - pige（原形） - piger（複数形） - pigerne（複数の時の既知形）
  - træ - træer - træerne
  - hus - huse - husene

ただし、japaner（日本人）、lærer（教師）などの、国名や職業に-erをつなげたことによって「〜人、〜する人」という意味になった名詞の場合は複数未知形が-eに、複数既知形が複数未知形の語尾-eをとって-neをつける。
  - japaner - japanere - japanerne
- 複数、ゼロ型
語尾に-eneをつける。
  - fiske - fiskene

## 不定冠詞
デンマーク語の不定冠詞は、共性名詞につく時と、中性名詞につく時とで違う。
- 共性名詞の場合：en
  - en datter（1人の娘）
- 中性名詞の場合：et
  - et barn（1人の子供）